# Begleitagentur
Eine Begleitagentur (oft auch Escort-Agentur genannt) vermittelt Frauen oder Männer (sogenannte Escorts), die gegen Honorar für eine vereinbarte Zeit ihre Gesellschaft bieten; in der Regel handelt es sich um eine Form der Prostitution. Begleitagenturen sind als Dienstleister und Vermittler zwischen den Escortfrauen (seltener Männer) und den Kunden tätig. Im Gegensatz zu Einrichtungen klassischer Prostitution (Bordelle, Klubs und Laufhäuser) geben Begleitagenturen vor, lediglich den Haus- oder Hotelbesuch beim Kunden und die Begleitung durch eine Gesellschaftsdame oder einen -herrn anzubieten.

## Geschäftsmodell
Begleitagenturen sind Dienstleister und stehen in diesem Verhältnis sowohl zu den Kunden als auch zu den Escorts. Der Verdienst ergibt sich häufig aus einer Gebühr, die im Stundenpreis der Begleitung enthalten ist und als Provision an die Agentur abgeführt wird. Somit wird die Provision an die Leistung der Agentur gekoppelt, mehrere und lange Termine vermitteln zu können. Die Escorts sind in der Regel selbständig tätig und keine Arbeitnehmer der Begleitagentur.
Notwendig für die Ausübung des Berufs in Deutschland ist eine Anmeldung beim Finanzamt unter der Bezeichnung „Erotikmodell“, „Escort“ oder „Prostituierte/r“, eine Steuernummer wird vom Finanzamt vergeben. Die Einkünfte unterliegen je nach Umsatz- und Gewinnhöhe der Einkommen-, Umsatz- und Gewerbesteuer. Prostituierte gelten dabei gemeinhin nicht als Gewerbetreibende, können aber in manchen Kommunen auch ein Gewerbe anmelden.
In Ländern, in denen Prostitution oder das Angebot von implizierten sexuellen Dienstleistungen verboten ist, werden von den Begleitagenturen nur die sozialen und unterhaltenden Dienstleistungen angeboten; die sexuellen Dienstleistungen werden von den Escorts selbst und somit privat angeboten. In manchen Ländern wurde eine Gesetzgebung eingeführt, die Straßenprostitution zwar verbietet, Prostitution allerdings in Form lizenzierter Begleitagenturen und Bordelle erlaubt.

## Tätigkeiten einer Begleitagentur
Begleitagenturen übernehmen insbesondere das Marketing für die Escorts. Die Kundenakquise ergibt sich durch eine ansprechende Präsentation und Bewerbung der Escorts. Die Begleitagentur übernimmt für die Escorts die Erstellung einer Sedcard, die Fotos und die Beschreibung der Person enthält. Diese weicht von Sedcards für Modelagenturen insofern ab, als sie in der Regel digital ist und einen vermehrt erotischen Inhalt hat, sowohl von den Fotos als auch vom Text her.
Da der erotische Aspekt in der Regel im Begleitservice vertreten ist, werden die persönlichen Eigenschaften und besonderen erotischen Dienstleistungen der jeweiligen Escorts in der Sedcard aufgeführt. Die Präsentation der Sedcard erfolgt heutzutage primär auf der agentureigenen Website und auf lokalen Werbeportalen für Escort- und Begleitdienste. Sekundär wird Werbung in Tageszeitungen geschaltet und auf klassische Vertriebswege gesetzt. Google schließt seit 2008 die Bewerbung von Begleit- und Escort-Agenturen bei Google Adwords aus.
Der Kundenkontakt und -beratung, damit auch die Koordination der Buchungen erfolgt durch die Begleitagentur. Durch die Abgabe des Kundenservice wird eine Erreichbarkeit seitens der Kunden erreicht, ohne die Anrufe selbst beantworten zu müssen. Die Sicherheit für die Escorts sei erhöht und die Gefahr von Übergriffen vermindert, weil eine telefonische Erreichbarkeit seitens des Escorts besteht und die Agentur dem Kunden signalisiert, dass der Termin begleitet wird. Begleitagenturen bieten teilweise einen eigenen Fahrerservice an, der durch mehr Präsenz zusätzliche Sicherheit gewährleisten soll.

## Unterschiede zu Bordellen
Der Begleit- und Escortservice weist trotz des erotischen Angebots Unterschiede zur Arbeit in Bordellen auf. Diese betreffen hauptsächlich die Prostituierten selbst und deren Verdienst. Die Preise sind im Escortbereich höher angesiedelt als in Bordellen. Obwohl Freier in Bezug auf das Einkommen in der Gesamtheit nicht von der Durchschnittsbevölkerung abweichen, sind Kunden von Begleitagenturen aufgrund der höheren Preise eher im höherverdienenden Bereich angesiedelt. Während 2011 in Bordellen im mittleren Preissegment Preise von 100 Euro in der Stunde durchschnittlich verlangt werden, so fangen sie im Escortbereich bei 150 Euro an, aufwärts bis zu 300 Euro. Die Preise im oberen Segment wirken sich auf die Erwartungen und Ansprüche der Kunden aus; Buchungen im Wochenbereich sind im Escortbereich nicht selten. Begleitagenturen versuchen daher, die Preise und Buchungsdauer durch eine gezielte Auswahl der Begleitpersonen nach Bildung und anderen sozialbezogenen Kriterien zu rechtfertigen.